# ويليام سميث أوبراين
ويليام سميث أوبراين (بالإنجليزية: William Smith O’Brien) هو محامي وقاضي وسياسي أمريكي، ولد في 8 يناير 1862 في الولايات المتحدة، وتوفي في 10 أغسطس 1948. حزبياً، نشط في الحزب الديمقراطي. وقد انتخب عضو مجلس النواب الأمريكي.